# Coupe CECAFA des nations 1984
Navigation
Kenya 1983 Zimbabwe 1985
La Coupe CECAFA des nations 1984 est la douzième édition de la Coupe CECAFA des nations qui a eu lieu en Ouganda du 1er au 15 décembre 1984. Les nations membres de la CECAFA (Confédération d'Afrique centrale et de l'Est) sont invitées à participer à la compétition. 
C'est la Zambie, qui remporte la compétition en s'imposant en finale après la séance des tirs au but face au Malawi. Le pays hôte, l'Ouganda monte pour la deuxième fois d'affilée sur la troisième marche du podium. C'est le tout premier titre de champion de la CECAFA de la sélection zambienne.

## Équipes participantes
- Ouganda - Organisateur
- Kenya - Tenant du titre
- Zanzibar
- Tanzanie
- Zimbabwe
- Somalie
- Malawi
- Zambie

## Compétition

### Premier tour

#### Groupe A
| Rang | Équipe   | Pts | J | G | N | P | Bp | Bc | Diff |  | Résultats (▼ dom., ► ext.) |  |     |     |     |
| ---- | -------- | --- | - | - | - | - | -- | -- | ---- |  | -------------------------- |  | --- | --- | --- |
| 1    | Zambie   | 5   | 3 | 2 | 1 | 0 | 5  | 2  | +3   |  | Zambie                     |  | 1-1 | 2-1 | 2-0 |
| 2    | Ouganda  | 4   | 3 | 1 | 2 | 0 | 6  | 3  | +3   |  | Ouganda                    |  |     | 1-1 | 4-1 |
| 3    | Tanzanie | 2   | 3 | 0 | 2 | 1 | 4  | 5  | -1   |  | Tanzanie                   |  |     |     | 2-2 |
| 4    | Zimbabwe | 1   | 3 | 0 | 1 | 2 | 3  | 8  | -5   |  | Zimbabwe                   |  |     |     |     |

#### Groupe B
| Rang | Équipe   | Pts | J | G | N | P | Bp | Bc | Diff |  | Résultats (▼ dom., ► ext.) |  |     |     |     |
| ---- | -------- | --- | - | - | - | - | -- | -- | ---- |  | -------------------------- |  | --- | --- | --- |
| 1    | Malawi   | 6   | 3 | 3 | 0 | 0 | 4  | 1  | +3   |  | Malawi                     |  | 2-1 | 1-0 | 1-0 |
| 2    | Kenya    | 3   | 3 | 1 | 1 | 1 | 3  | 3  | 0    |  | Kenya                      |  |     | 1-1 | 1-0 |
| 3    | Somalie  | 1   | 3 | 1 | 1 | 1 | 3  | 3  | 0    |  | Somalie                    |  |     |     | 2-1 |
| 4    | Zanzibar | 0   | 3 | 0 | 0 | 3 | 1  | 4  | -3   |  | Zanzibar                   |  |     |     |     |

- A égalité parfaite au classement à l'issue du match nul de la 3e journée qui les a opposés, le Kenya et la Somalie doivent être départagés par une séance de tirs au but, remportée par les Kényans, qui passent donc en demi-finales.

### Demi-finales
| 12 décembre 1984 | Malawi      | 2 - 0 a.p. | Ouganda | Mbale |
|                  | Waya · Pewe |            |         |       |

| 12 décembre 1984 | Zambie   | 2 - 0 | Kenya | Kampala |
|                  | Mulala , |       |       |         |

### Match pour la3eplace
| 15 décembre 1984 | Ouganda | 3 - 1 | Kenya | Kampala |  |
|                  |         |       |       |         |  |

### Finale
| 15 décembre 1984 | Zambie          | 0 - 0 a.p. | Malawi | Kampala |  |
|                  |                 |            |        |         |  |
|                  | Tirs au but 3-0 |            |        |         |  |

| Vainqueur Coupe CECAFA 1984 Zambie 1er titre |

## Sources et liens externes
- (en) Feuilles de matchs et infos sur RSSSF